# Evert van Muyden
Pour les articles homonymes, voir Van Muyden.
Ne doit pas être confondu avec Jacob Evert van Muyden (1781-1848), homme politique suisse.
Jacob Evert Louis van Muyden dit aussi Everet Louis von Muyden (1853-1922) est un graveur suisse, également peintre, aquarelliste et illustrateur.

## Biographie
Evert van Muyden est né de parents suisses à Albano Laziale en Italie, non loin de Rome. Son père est le peintre Jacques Alfred van Muyden (1818–1898). Evert a un jeune frère, Henri van Muyden (1860-1936) qui fut aussi artiste.
Formé d'abord à l'art par son père à Rome où il vit de 1879 à 1884, il entre ensuite à l'école des beaux-arts de Genève, puis suit, à Berlin, les cours de Carl Steffeck, en enfin, à Paris — où il s'établit à partir de 1894 —, ceux de Jean-Léon Gérôme. C'est dans cette ville qu'il se prend de passion pour la représentation des animaux sauvages qu'il admire au jardin des Plantes, mais tire aussi profit de visites au jardin zoologique de la ville de Bâle. Dans la campagne romaine, il exécute des croquis et peintures de taureaux, chevaux et bouviers. En 1887, il produit une suite de dix eaux-fortes intitulée Animaux.
À partir de 1895, il se tourne résolument vers la gravure. Il pratique, outre l'eau-forte, l'aquatinte, la pointe sèche et la lithographie, laquelle lui permet de perfectionner son dessin. Pour chaque tirage de ses estampes, il réservait un exemplaire pour le musée des beaux-arts de Genève, actuellement dépositaire d'un fonds important.
Il illustra quelques ouvrages aujourd'hui recherchés, comme les Contes choisis de Maupassant (1891), les Contes choisis de Champfleury (1899) ou Die Kriegstaten der Schweizer d'Emil Frey (Neuchâtel, 1905) et grava un certain nombre de portraits.
En août 1907, il est nommé chevalier de la Légion d'honneur.
Il meurt en 1922 à Orsay.

## Conservation
- Portraits gravés (Félix Nadar, Henri Duveyrier, Dutreuil de Rhins, Théodore Hamy), Département des estampes, BNF. Paris.
- Musée d'art et d'histoire de Genève

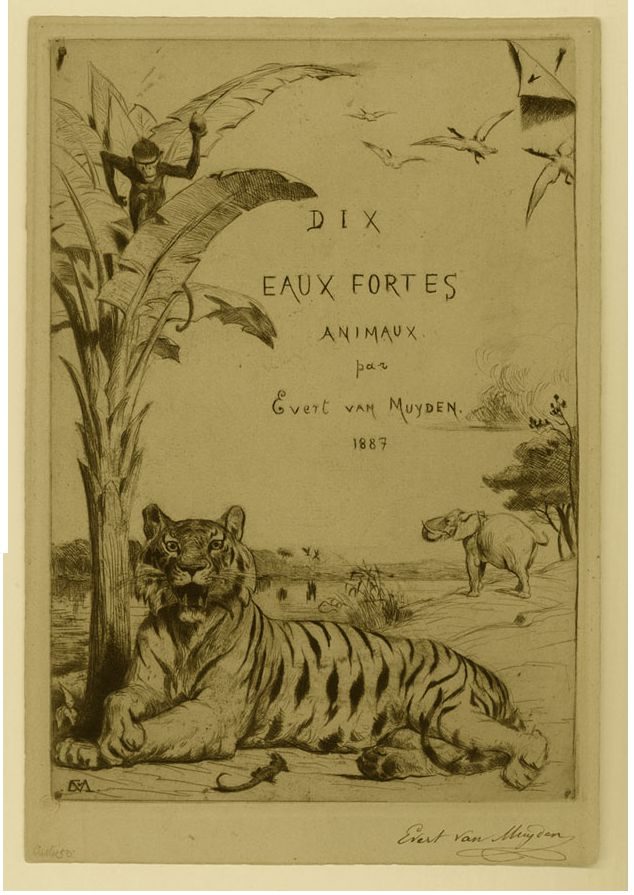
Dix eaux fortes. Animaux (album, 1887).
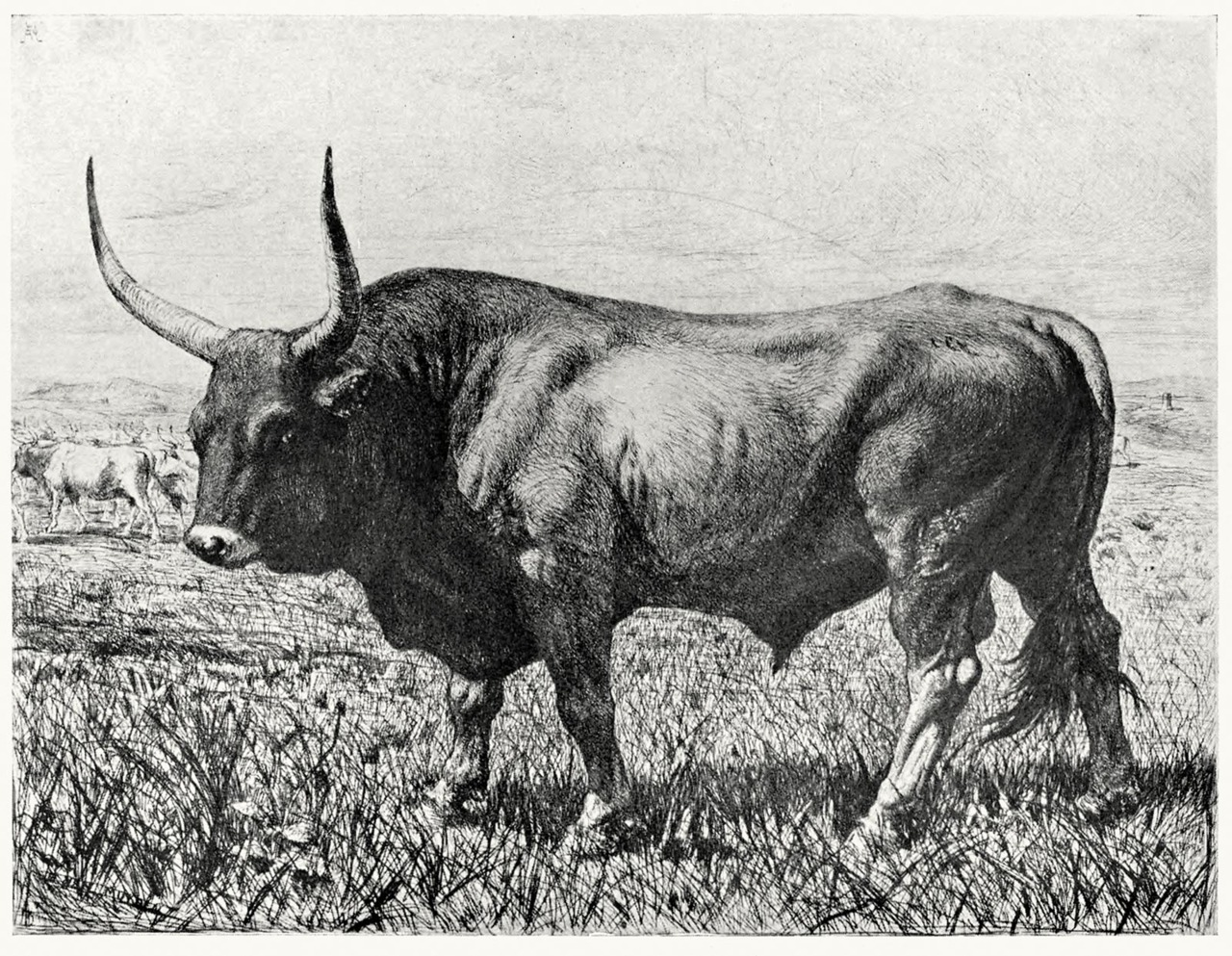
Taureau de la campagne romaine, eau forte (avant 1894).
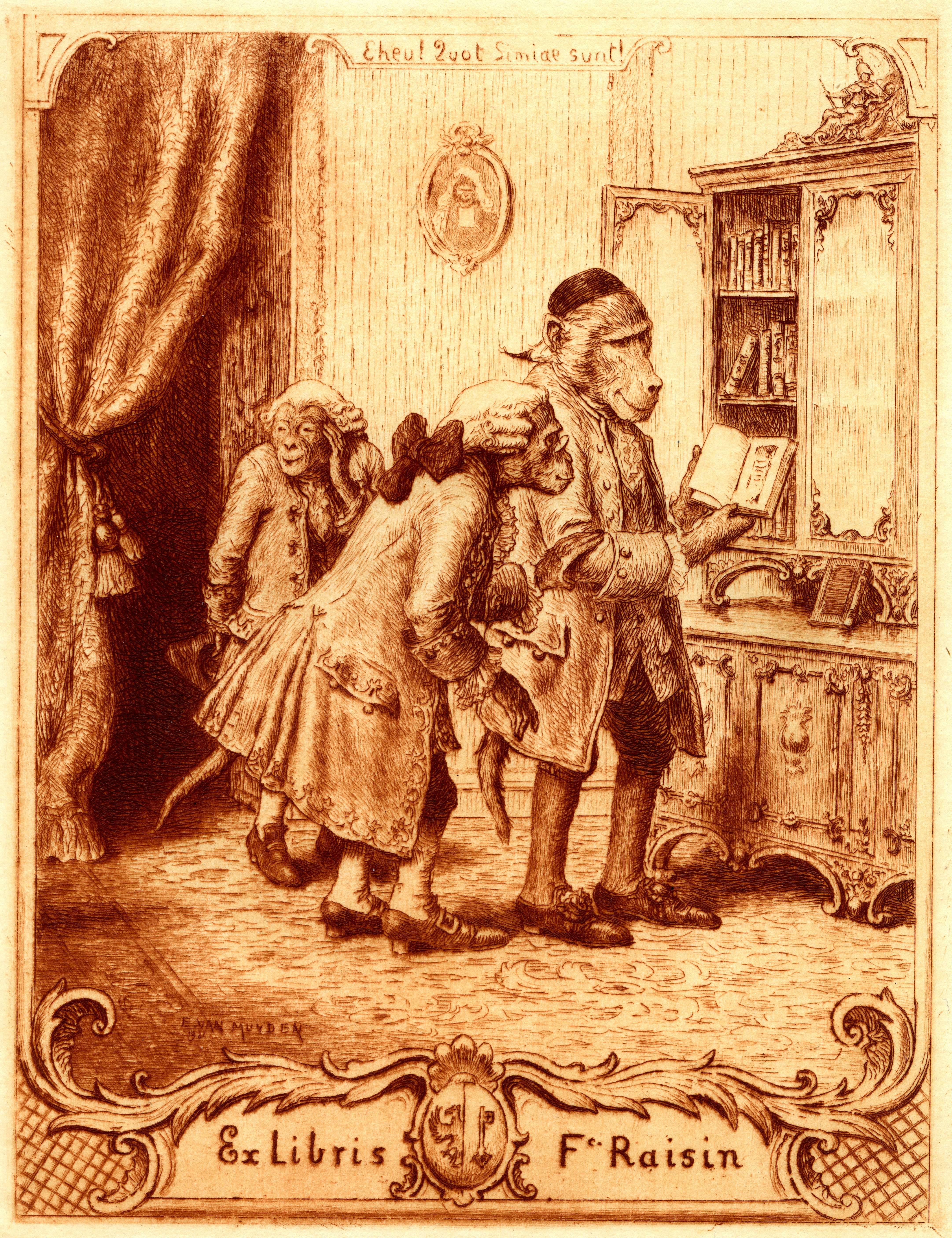
Ex-libris de Frédéric Raisin, bibliophile genevois.